# Польський монетний двір
Польський монетний двір (пол. Mennica Polska; раніше — Варшавський монетний двір, пол. Mennica Warszawska) — монетний двір Республіки Обидвох Націй (Речі Посполитої) (1766–1796), пізніше Російської імперії (1816–1868) та Польщі (з 1924). На монетному дворі карбувалися монети Царства Польського з міді, срібла та золота. Заснований 1766 року. Розташовується у Варшаві.
1994 року Варшавський монетний двір був приватизований, а у 2005 році перейменований в Польський монетний двір.

## Історія

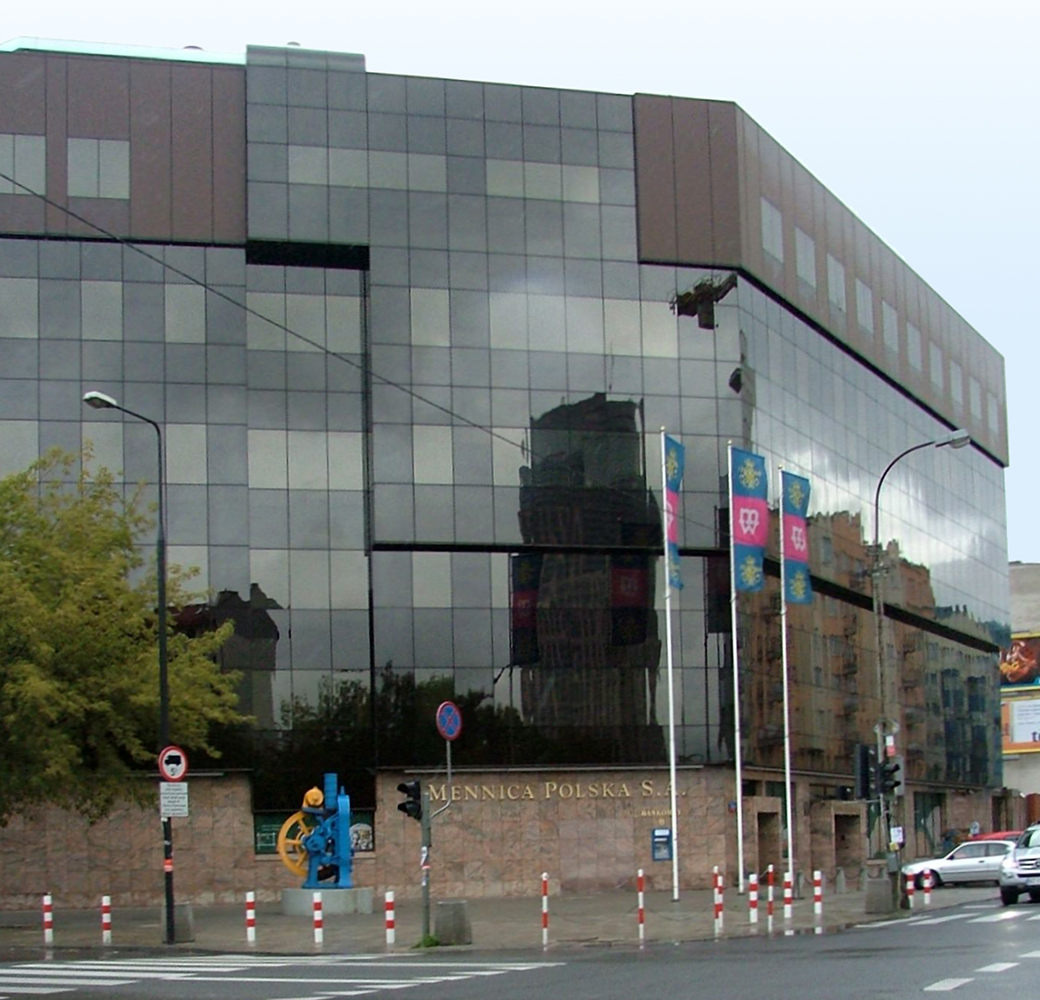
Сучасна будівля монетного двору на вулиці Жалізній

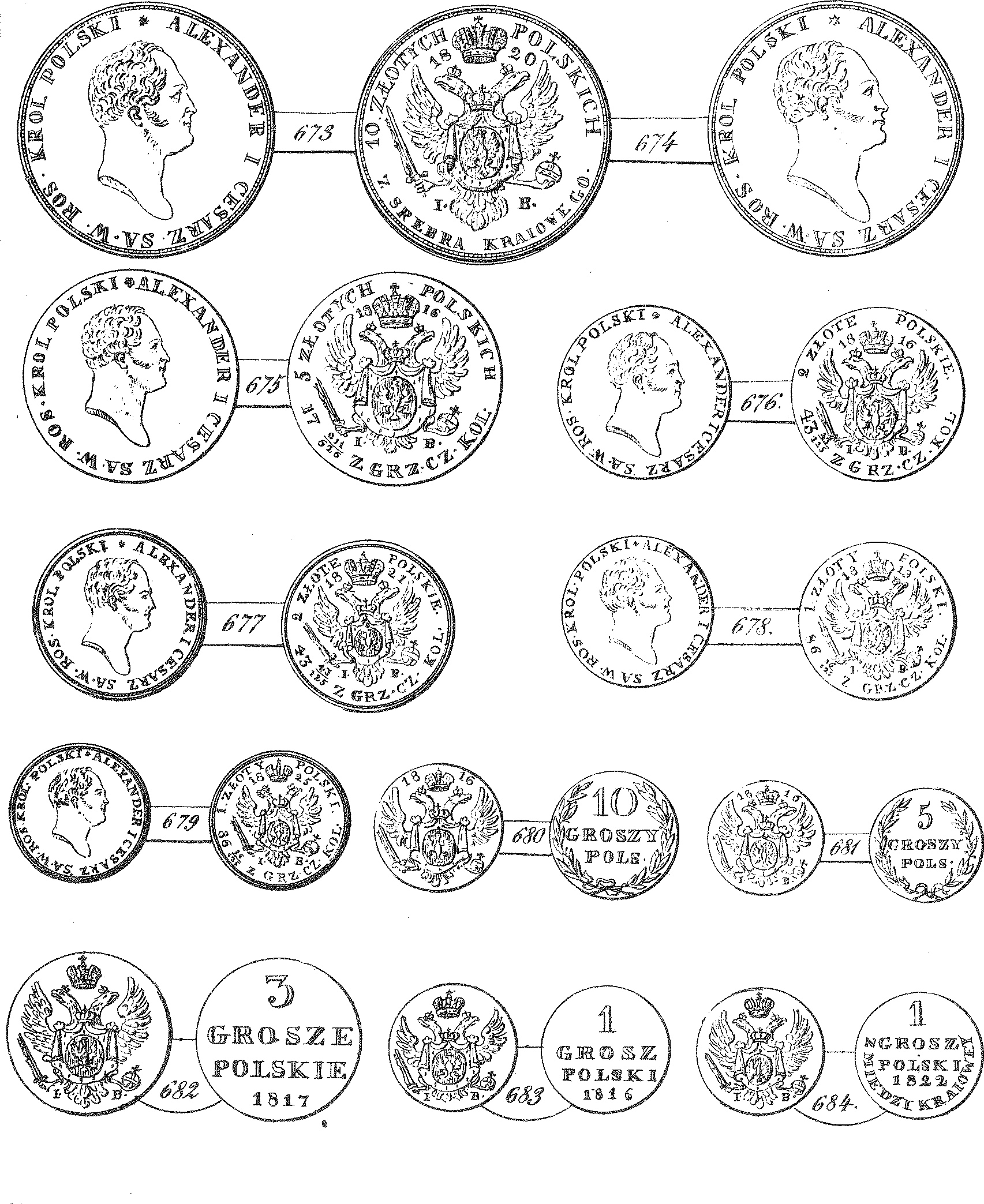
Серія монет часів Олександра I

Варшавський монетний двір заснував король Станіслав Август Понятовський у 1766 році і карбував монету до кінця існування Республіки Обидвох Націй (Речі Посполитої), а потім і під час великого герцогства Варшавського. 9 січня 1796 року прусські війська входять до Варшави і Варшавський монетний двір припиняє свою діяльність.
Монетний двір опинився на території Російської імперії після розділу території Республіки між декількома державами. В листопаді 1815 року на території Царства Польського було вирішено зберегти оборот грошової одиниці — злотого, курс якого був підігнаний до курсу рубля.
Працювати монетний двір почав в 1816 році. Він випускав: злоті (25 і 50 з золота, а також 10, 5, 2, 1 зі срібла), гроші (5, 10 з неповноцінного срібла, а також 1, 3 з міді).
У 1830 році в Польщі почалося повстання. Бунтівники на Варшавському монетному дворі почали виробляти 2 і 5 срібних злотих, голландські золоті дукати і революційні білони. Незабаром повстання було придушене, а революційні грошові знаки ходили ще до 1838 року. У 1832 році на цьому дворі почалося виробництво монети 15 копійок, з імперським орлом на аверсі. Монета мала номінал у злотих та копійках (1 злотий/15 копійок). Ця монета була символом початку зближення двох грошових систем: російської та польської. У 1833 році ввели монети нового зразка в 5 та 10 злотих. У 1834 році були викарбувані золоті монети номіналом 3 карбованці та срібні монети 30 копійок.
Після 1841 року польські гроші поступово вилучалися з обігу. Випуск польської розмінної монети тривав до 1865 року. Монетний двір існував до 1 січня 1868 року. Після закриття монетного двору верстати, архів і нумізматична колекція були відправлені до Санкт-Петербургу. Після закриття монетного двору його будівля використовувалася для військових потреб, а у 1907 році було повністю розібрано, місце відводилося під будівництво будівлі Державного Банку Росії.
Знову Варшавський монетний двір відновив свою діяльність 14 квітня 1924 році, на вулиці Марківського. Однак ще в 1922 році на вулиці Злотій, в тимчасовому приміщенні, на привезених з Франції верстатах були викарбувані перші пробники. У 1926 заснований нумізматичний кабінет.
У 1939 році будівля монетного двору було пошкоджено снарядами, а пізніше захоплено німецькими військами, які вивезли всі дорогоцінні метали. У наступному 1940 році розграбуванню піддався і нумізматичний кабінет.
До 1944 року Варшавський монетний двір пропрацював під контролем німецьких окупантів, а 12 вересня 1944 року відступаючі німці і зовсім підривають будівлю Варшавського монетного двору і діяльність на певний час була зупинена.
У 1950-1952 році відбувається будівництво нового будинку монетного двору і в 1952 році монетний двір переїжджає на вулицю Цегляну.
26 вересня 1994 року відбулося відкриття нової будівлі монетного двору на вулиці Желязній, а сам монетний двір стає акціонерним товариством.
У 2005 році Варшавський монетний двір був перейменований у Польський монетний двір.

## Продукція монетного двора
Компанія виробляє:
- польські обігові монети і колекційні збірники;
- монети за запитом емітентів з інших країн;
- інвестиційні золоті зливки з масою від 1 г до 1000 г;
- всі польські державні нагороди;
- медалі і штампи;
- пломби і мітки.

## Емблеми монетного двору

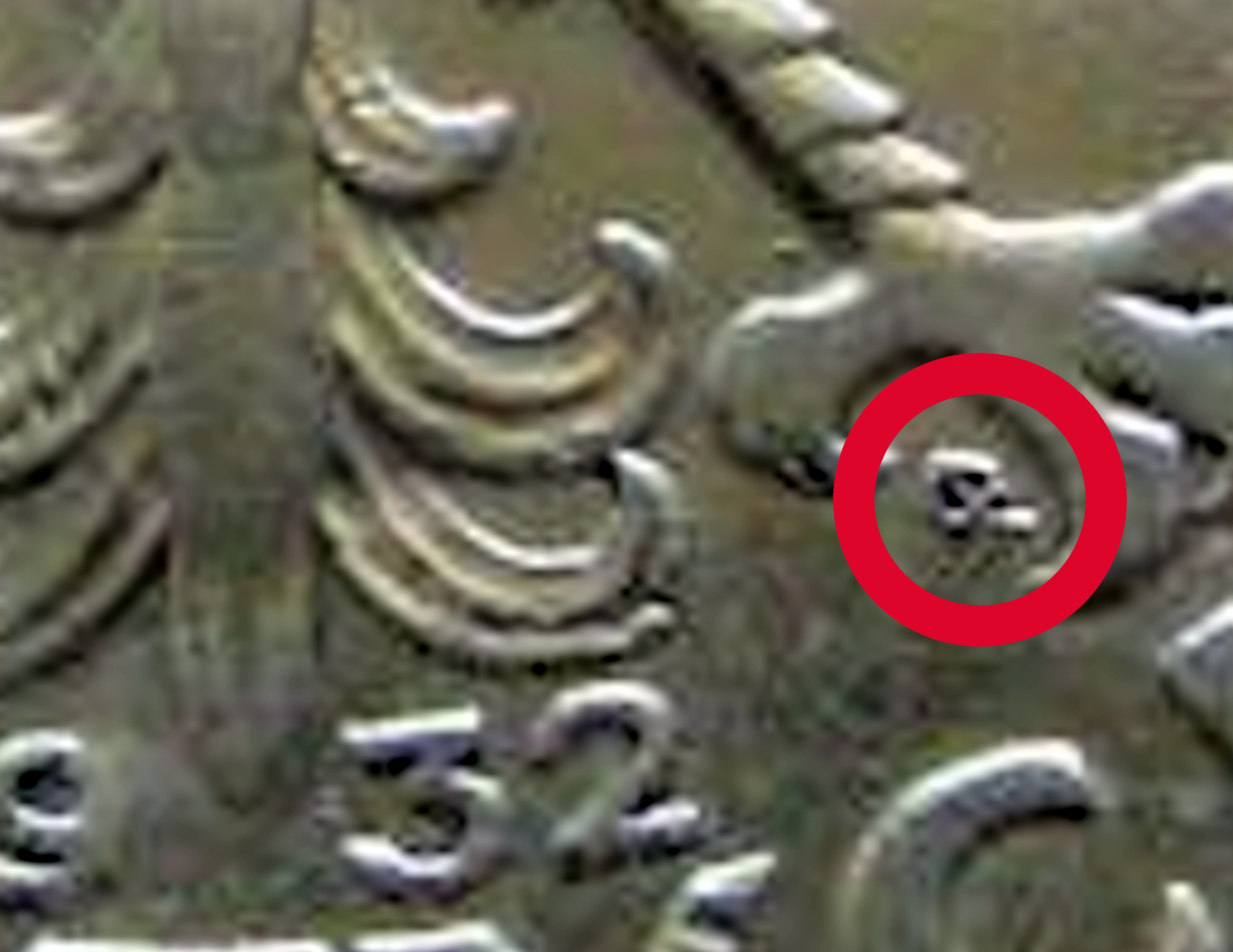
Емблема монетного двору у 1924-39 роках, герб Костеша

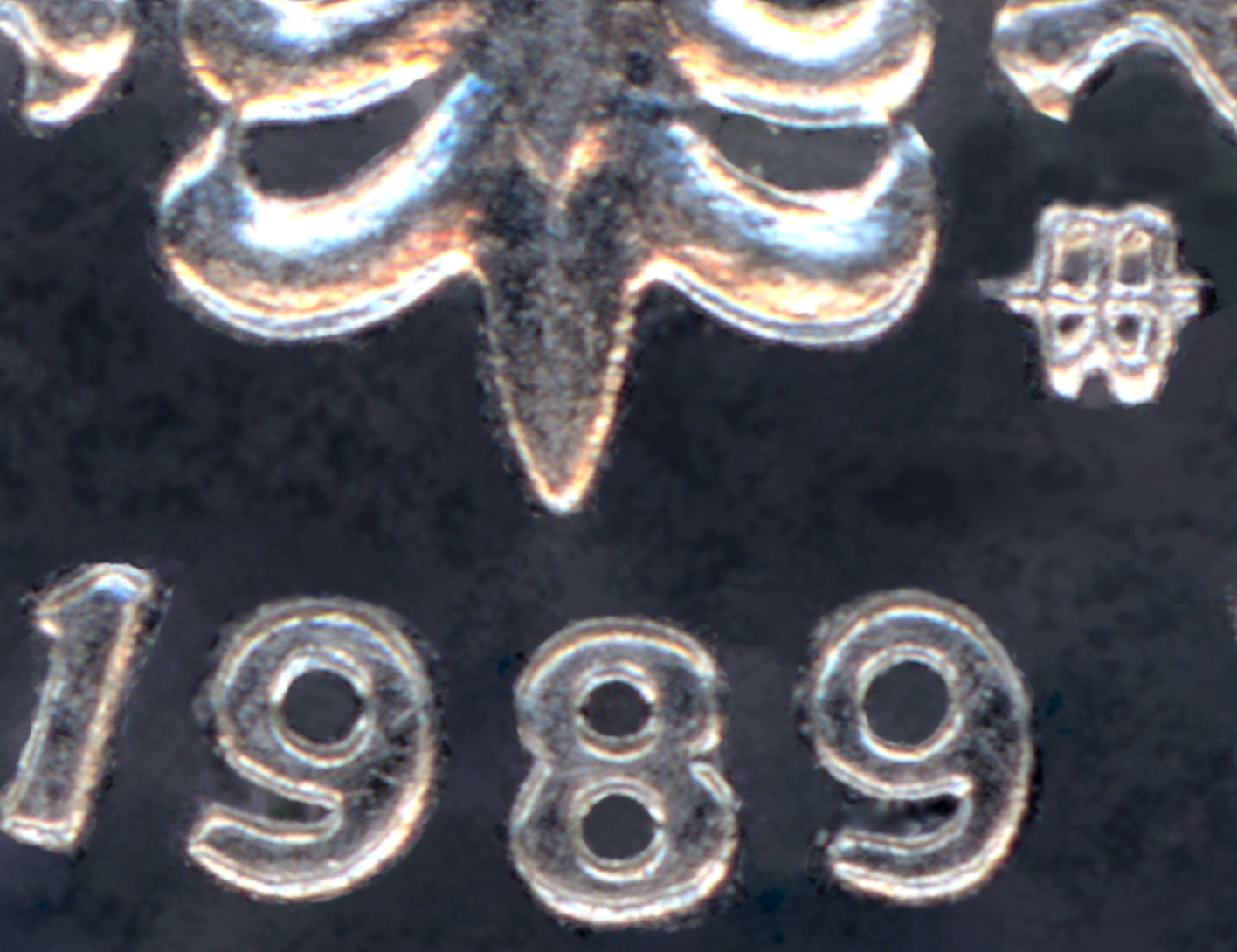
Емблема монетного двору з 1952 року, літери «M» та «W» (Mennica Warszawska)

У 1791 році позначкою Варшавського монетного двору були літери «M.V.» та «M.W.».
Під час існування монетного двору у Російській імперії, монетний двір мав позначки:
- M. W. — (пол. Mennica Warszawska), Варшавський монетний двір, 1816–1868;
- W. M. — (пол. Warszawska mennica), Варшавський монетний двір, 1816–1868;
- В. М. — Варшавська монета, 1850–1868.

У 1924-1939 роках, емблемою монетного двору був герб Костеша.
З 1952 року емблемою монетного двору знову стають літери «M» та «W», які розташовуються одна над одною.

## Позначкимінцмейстрівмонетного двору
Знаки мінцмейстрів, які працювали на Варшавському монетному дворі:
- IB — Якуб Бенік (пол. Jacub Benik), 1816–1827;
- FH — Фридерік Гунтер (пол. Fryderyk Hunger), 1827–1832;
- KG — Кароль Гронау (пол. Karol Gronau), 1830–1834;
- IP — Єжи Пуш(пол. Jerzy Pusz), 1834–1835.